# Julien Darui
Julien Darui (Oberkorn, Luxemburgo, 16 de febrero de 1916-Dijon, Francia, 13 de diciembre de 1987) fue un arquero de fútbol francés.
Darui nació en Luxemburgo durante la Primera Guerra Mundial, de padres de ascendencia portuguesa e italiana, y emigró a Francia a una edad temprana. Darui participó de 25 partidos para la selección de fútbol de Francia. En 1999, fue elegido mejor portero francés del siglo por L'Équipe.

## Equipos

### Como jugador
| Equipo                         | País    | Años      | PJ  | Goles |
| ------------------------------ | ------- | --------- | --- | ----- |
| OFC Charleville                | Francia | 1935-1937 | 47  | 0     |
| Olympique Lillois              | Francia | 1937-1940 | 50  | 0     |
| Red Star FC                    | Francia | 1940-1942 | ?   | ?     |
| Lille OSC                      | Francia | 1942–1943 | ?   | ?     |
| EF Lille-Flandres              | Francia | 1943–1944 | ?   | ?     |
| Lille OSC                      | Francia | 1944–1945 | 12  | 0     |
| CO Roubaix-Tourcoing           | Francia | 1945–1953 | 234 | 0     |
| Montpellier HSC                | Francia | 1953–1954 | 23  | 0     |
| Selección de fútbol de Francia | Francia | 1939–1951 | 25  | 0     |

### Como entrenador
| Equipo               | País    | Años      |
| -------------------- | ------- | --------- |
| CO Roubaix-Tourcoing | Francia | 1949-1952 |
| Montpellier HSC      | Francia | 1953–1954 |
| Olympique de Lyon    | Francia | 1954–1955 |
| Dijon FCO            | Francia | 1959–1960 |

## Palmarés
| Título          | Club                 | Año  |
| --------------- | -------------------- | ---- |
| Copa de Francia | Red Star FC          | 1942 |
| Ligue 1         | CO Roubaix-Tourcoing | 1947 |